# Callistachys
Genre
Callistachys est un genre de plantes à fleurs dicotylédones de la famille des Fabaceae, sous-famille des Faboideae, originaire d'Australie, qui comprend sept espèces acceptées.

## Liste d'espèces
Selon The Plant List (8 novembre 2018) :
- Callistachys aciculifera (Benth.) Kuntze
- Callistachys alpestris (F. Muell.) Kuntze
- Callistachys cordifolia (Andrews) Kuntze
- Callistachys hamulosa (Benth. ex A. Gray) Kuntze
- Callistachys lanceolata Vent.
- Callistachys microphylla (Benth.) Kuntze
- Callistachys procumbens (F. Muell.) Kuntze